# Ankazobe
Ankazobe – miasto w środkowej części Madagaskaru, w prowincji Antananarywa. Liczy 14 356 mieszkańców.
Przez miasto przebiega droga Route nationale 4.